# Jan Stanisław Zbąski
Jan Stanisław Zbąski herbu Nałęcz
(ur. 1629, zm. 21 maja 1697) – biskup warmiński w latach 1688-1697, administrator apostolski diecezji sambijskiej, archidiakon gnieźnieński, prezydent Trybunału Głównego Koronnego w 1671 roku, kanonik kapituły kolegiackiej św. Jana Chrzciciela w Warszawie od około 1670 roku, kanonik gnieźnieński, kanonik krakowski i sandomierski, dziekan łowicki, opat komendatoryjny sulejowski, ambasador Rzeczypospolitej w Państwie Kościelnym w 1687 roku, kanclerz królowej Marii Kazimiery.

## Życiorys
Pochodził z kalwińskiej rodziny szlacheckiej w ówczesnym woj. sandomierskim (Zbąszyń). Był synem Stanisława i Heleny Konstancji z d. Przyjemskiej, urodził się podczas podróży rodziców w karczmie w Smardzewicach. W czasie nauki u jezuitów w Lublinie przeszedł na katolicyzm. W 1646 roku porzucił kalwinizm i przeszedł na katolicyzm. W 1663 otrzymał święcenia kapłańskie. Był sekretarzem króla Jana Kazimierza. Podpisał pacta conventa Michała Korybuta Wiśniowieckiego w 1669 roku. Był  bliskim współpracownikiem króla Jana III Sobieskiego. Towarzyszył królowi w odsieczy wiedeńskiej.  W 1672 roku był deputatem duchownym na Trybunał Główny Koronny. W 1674 roku był elektorem Jana III Sobieskiego z województwa kaliskiego. W 1677 został biskupem przemyskim, a w 1688 warmińskim. W 1693 konsekrował kościół w Świętej Lipce. Ufundował dzwony, szaty liturgiczne i budynki gospodarcze w Stoczku Klasztornym. Był mecenasem malarza warmińskiego Piotra Kolberga.
Po zerwanym sejmie konwokacyjnym 1696 roku przystąpił 28 września 1696 roku do konfederacji generalnej.
Jako senator był obecny na sejmach: 1678/1679, 1681, 1683, 1685, 1688, 1688/1689, 1695 i 1696 roku.
Zmarł 21 maja 1697 w Lidzbarku Warmińskim. Pochowany został w katedrze fromborskiej.